# Élection présidentielle de 2009 en république du Congo
L'élection présidentielle de 2009 en république du Congo, troisième élection présidentielle depuis le rétablissement de la démocratie dans le pays. Elle avait pour but de pourvoir ou de renouveler le mandat de sept ans de Denis Sassou-Nguesso, président de la République depuis octobre 1997. Elle se tint le 12 juillet 2009.
L'élection vit s'affronter treize candidats, mais aucun des douze autres n'était un adversaire dangereux pour Denis Sassou-Nguesso qui fut réélu avec 78,61 % des suffrages soit 1 055 117 bulletins de vote en son nom. Deux autres candidats franchissent la barre des 5 %, deux autres celle des 2 % et les autres sont en dessous de 1 %.
L'investiture du président de la République a eu lieu le 14 août 2009 en présence de plusieurs chefs d'État africains.

## Modalités
Le président de la République est élu pour un mandat de sept ans conformément à la constitution de 2002. Denis Sassou-Nguesso, président sortant et déjà candidat en 1979, 1984, 1989 et 1992 se représente pour la sixième fois.
Les candidats qui souhaitent se présenter à l'élection doivent répondre aux critères de la constitution.

## Dates
- 12 juillet : premier tour.

## Politique de Denis Sassou Nguesso

### Politique extérieure

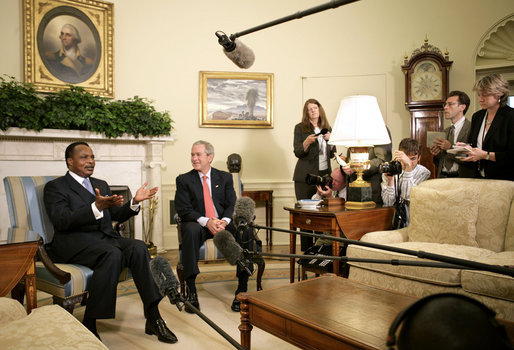
Denis Sassou Nguesso et George W. Bush, à la Maison-Blanche le 5 juin 2006.

Denis Sassou Nguesso devient en 2006 président de l'Union africaine.

## Résultats
|                                       |                                                           | Premier tour le 12 juillet 2009 |                |               |
|                                       |                                                           | Nombre                          | % des inscrits | % des votants |
| Inscrits                              | Inscrits                                                  | 2 079 294                       |                |               |
| Votants                               | Votants                                                   | 1 380 651                       | 66,40%         |               |
| suffrages exprimés                    | suffrages exprimés                                        | 1 342 242                       |                | 97,20%        |
| bulletins blancs ou nuls              | bulletins blancs ou nuls                                  | 38 409                          |                | 2,80%         |
| Abstentions                           | Abstentions                                               | 698 643                         | 33,60%         |               |
|                                       |                                                           |                                 |                |               |
|                                       | Candidat Parti politique                                  | Voix                            | % des exprimés |               |
|                                       | Denis Sassou-Nguesso Parti congolais du travail           | 1 055 117                       | 78,61 %        |               |
|                                       | Joseph Kignoumbi Kia Mboungou Sans étiquette              | 100 181                         | 7,54 %         |               |
|                                       | Nicéphore Fylla de Saint-Eudes Parti républicain libéral  | 93 749                          | 6,98 %         |               |
|                                       | Mathias Dzon Alliance pour la République et la Démocratie | 30 861                          | 2,30 %         |               |
|                                       | Joseph Hondjouila Miokono Sans étiquette                  | 27 060                          | 2,02 %         |               |
|                                       | Guy Romain Kinfoussia Sans étiquette                      | 11 678                          | 0,87 %         |               |
|                                       | Jean François Tchibinda-Kouangou Sans étiquette           | 5 475                           | 0,41 %         |               |
|                                       | Ange Édouard Poungui Sans étiquette                       | 4 064                           | 0,30 %         |               |
|                                       | Ernest Bonaventure Mizidi Bavoueza Sans étiquette         | 3 594                           | 0,27 %         |               |
|                                       | Clément Mierassa Sans étiquette                           | 3 305                           | 0,25 %         |               |
|                                       | Bertin Pandi-Ngouari Sans étiquette                       | 2 749                           | 0,20 %         |               |
|                                       | Marion Michel Mandzimba Ehouango Sans étiquette           | 2 612                           | 0,19 %         |               |
|                                       | Jean Ebina Sans étiquette                                 | 1 797                           | 0,06 %         |               |
| Sources :Adam Carr's Election Archive |                                                           |                                 |                |               |